# Фридрих фон Золмс-Барут (1795–1879)
Фридрих Хайнрих Лудвиг фон Золмс-Барут (на немски: Friedrich Heinrich Ludwig, Graf zu Solms-Barut; * 3 август 1795, Барут, Бранденбург; † 1 февруари 1879, Барут) е граф на Золмс-Барут и пруски политик.

## Биография
Той е единствен син на граф Фридрих Карл Леополд фон Золмс-Барут (1757 – 1801) и съпругата му графиня Георгина фон Валвиц (1768 – 1839), дъщеря на граф Георг Райнхард фон Валвиц (1726 – 1807) и графиня Кристина Вилхелмина фон Лоос (1734 – 1784). Внук е на граф Фридрих Готлиб Хайнрих фон Золмс-Барут (1725 – 1787) и принцеса София Луиза фон Анхалт-Бернбург (1732 – 1786).
Сестра му Фридерика Вилхелмина Жоржета фон Золмс-Барут (1788 – 1818) е омъжена на 9 септември 1815 г. в Барут за Фридрих Вилхелм фон Райхенбах-Гошюц (1779 – 1857).
Фридрих цу Золмс-Барут загубва баща си, когато е на шест години и става наследник на племенното Господство Барут, което има площ от ок. 15 000 хектара с град Барут, шестнадесет села и други. Той е също „комендатор на Йоанитския орден“.
Като народен представител Фридрих има място в Провинц-народното събрание в Бранденбург и Първата камера на „Пруското народно събрание“. От 1855 до смъртта си през 1879 г. той е в „пруския Херен Хауз“.
Синът му Фридрих става през 1888 г. първият княз на Золмс-Барут.

## Фамилия
Първи брак: на 3 май 1820 г. с графиня Амалия Тереза Хелена Берта фон Золмс-Барут (* 23 април 1801; † 20 август 1832), дъщеря на граф Йохан Хайнрих Фридрих фон Золмс-Барут (1770 – 1810) и графиня Шарлота Каролина Амалия фон Райхенбах (1776 – 1851). Те имат децата:
- Фридрих Херман Карл Адолф фон Золмс-Барут (* 29 май 1821, Касел; † 19 април 1904, Берлин), 1888 г. 1. княз на Золмс-Барут, женен I. на 1 ноември 1851 г. във Виена за графиня Розали Телеки де Сцéк (* 18 октомври 1818; † 30 юни 1890), II. на 20 октомври 1891 г. в Цютцен за Анна Хедвиг фон Клайст (* 27 октомври 1829; † 4 април 1920)
- Мария Вилхелмина Елиза фон Золмс-Барут (* 4 август 1823, Дрезден; † 6 август 1910, Алтдьоберн), омъжена на 11 ноември 1843 г. в Барут за Хартман Еразмуз фон Вицлебен († 12 октомври 1878, Мерзебург), оберпрезидент на провинция Саксония
- Берта Агнес Луиза фон Золмс-Барут (* 14 август 1832, Касел; † 27 март 1909, Любенау), омъжена на 26 октомври 1853 г. в Барут за граф Херман Максимилиан цу Линар (* 24 април 1825; † 19 август 1914), парламентар в пруския Херен Хауз

Втори брак: на 30 май 1835 г. с графиня Ида фон Валвитц (* 12 март 1810; † 16 май 1869, Барут), племенница на майка му, дъщеря на граф Фридрих Лебрехт фон Валвиц (1773 – 1836) и графиня Вилхелмина Луиза фон дер Шуленбург (1772 – 1846). Те имат две дъщери:
- Елизабет фон Золмс-Барут (* 27 март 1836, Дрезден; † 27 септември 1868, Вандсбек близо до Хамбург), омъжена на 12 юли 1862 г. в Барут за граф Карл Август Адалберт фон Золмс-Вилденфелс (* 7 септември 1823, Потсдам; † 28 февруари 1918, Берлин-Халензе), пруски генерал-лейтенант
- Анна Амалия Ида фон Золмс-Барут (* 20 юни 1841, Барут; † 8 април 1903, Емден), омъжена на 31 октомври 1867 г. в Барут за граф Ернст Едуард фон дер Шуленбург (* 1832; † 2 септември 1905, Емден, Анхалт), парламентар в „пруския Херен Хауз“